# Chamarajanagar (Distrikt)
Der Distrikt Chamarajanagar (Kannada: ಚಾಮರಾಜನಗರ ಜಿಲ್ಲೆ; auch: Chamarajanagara, Chamrajnagar) ist ein Distrikt des indischen Bundesstaates Karnataka. Verwaltungszentrum ist die namensgebende Stadt Chamarajanagar.

## Geografie

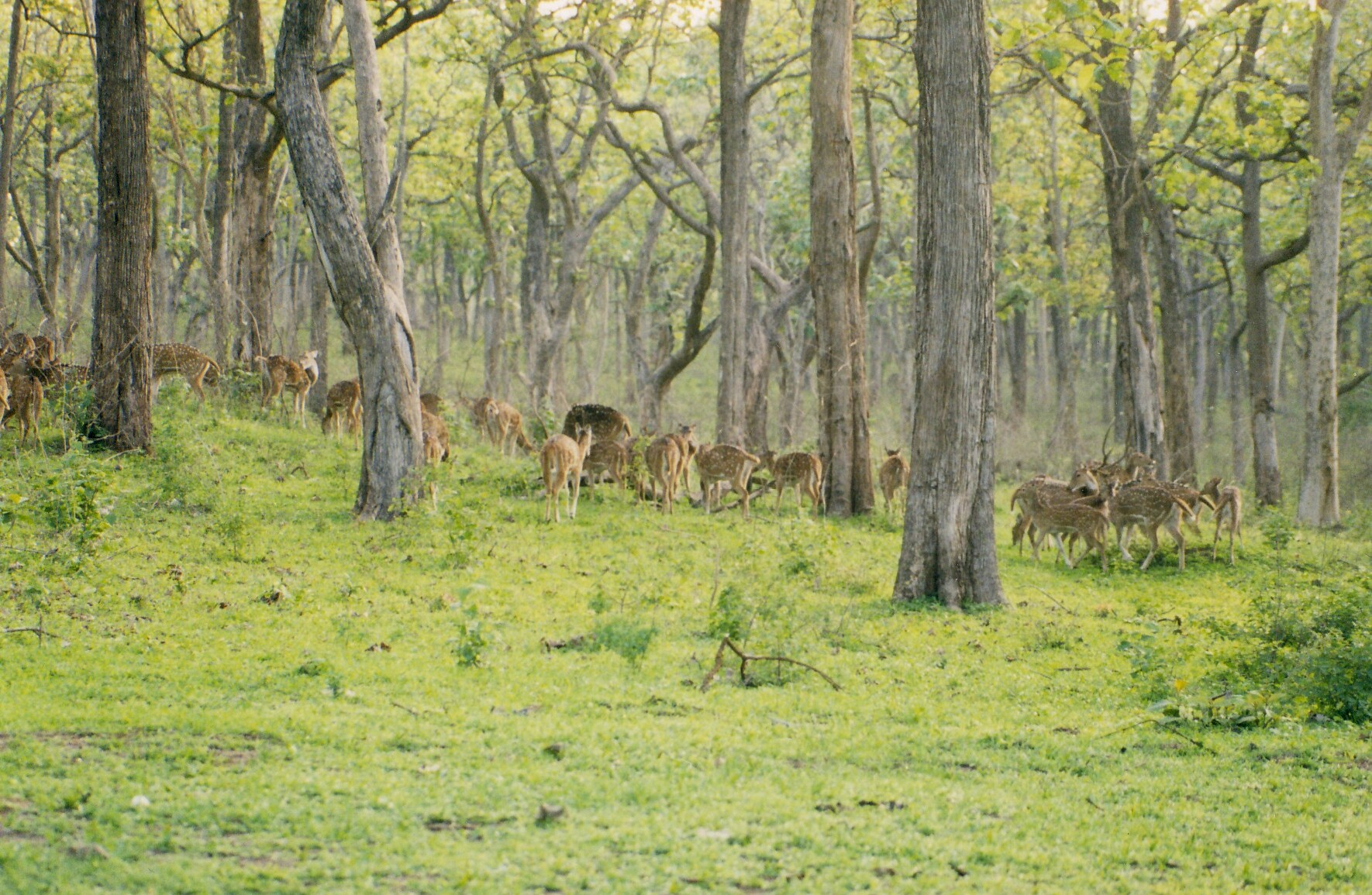
Waldlandschaft im Bandipur-Nationalpark

Der Distrikt Chamarajanagar ist der südlichste Distrikt Karnatakas und liegt an der Grenze zu den Bundesstaaten Tamil Nadu und Kerala. Nachbardistrikte sind Mysuru, Mandya und Ramanagara (alle Bundesstaat Karnataka) im Norden, Krishnagiri, Dharmapuri, Erode und Nilgiris (alle Tamil Nadu) im Osten bzw. Süden sowie Wayanad (Kerala) im Westen.
Der Distrikt Chamarajanagar erstreckt sich über eine Fläche von 5.105 Quadratkilometern am Fuß der Nilgiri-Berge im südlichsten Teil des Dekkan-Plateaus. Durch das Gebiet des Distrikts ziehen sich die Höhenzüge der Biligirirangan-Berge (BR Hills) und der Malai-Mahadeshwara-Berge (MM Hills), die Höhen von bis zu 1.800 Metern erreichen. Das Distriktgebiet ist recht dicht bewaldet. Zum Distrikt Chamarajanagar gehört der Bandipur-Nationalpark. Im Nordosten bildet der Kaveri-Fluss die Grenze des Distrikts. An diesem Abschnitt der Kaveri liegen die Shivanasamudra- und die Hogenakal-Fälle.
Der Distrikt Chamarajanagar ist in die vier Taluks Chamarajanagar, Gundlupet, Kollegal und Yelandur unterteilt.

## Geschichte
Vor der indischen Unabhängigkeit gehörte der westliche Teil des heutigen Distrikts Chamarajanagar zum Fürstenstaat Mysore, der östliche um die Stadt Kollegal war Teil des Distrikts Coimbatore der britischen Provinz Madras. 1949 schloss sich der zuvor nominell unabhängige Staat Mysore der Indischen Union an. Als 1956 die Grenzen der indischen Bundesstaaten durch den States Reorganisation Act nach sprachlichen Kriterien neugeordnet wurden, kam das gesamte Gebiet des heutigen Distrikts zu dem nach den Sprachgrenzen des Kannada gebildeten Bundesstaat Mysore, der 1973 in Karnataka umbenannt wurde. Am 2. August 1997 wurde der Distrikt Chamarajanagar als eigenständiger Distrikt aus dem Distrikt Mysore gelöst.

## Bevölkerung
Bei der Volkszählung 2011 hatte der Distrikt Chamarajanagar 1.020.791 Einwohner. Damit war er gemessen an der Einwohnerzahl der drittkleinste Distrikt Karnatakas. Das Bevölkerungswachstum war niedrig: Im Vergleich zur letzten Volkszählung 2001 war die Einwohnerzahl nur um 5,8 Prozent und damit deutlich langsamer als im Mittel des Bundesstaates (15,7 Prozent) gewachsen. Die Bevölkerungsdichte lag mit 181 Einwohnern pro Quadratkilometer deutlich unter dem Durchschnitt Karnatakas (319 Einwohner pro Quadratkilometer). Die Alphabetisierungsquote war mit 61,4 Prozent eine der niedrigsten aller Distrikte Karnatakas und lag deutlich unter dem Durchschnitt des Bundesstaates (76,1 Prozent).
Unter den Einwohnern des Distrikts stellten nach der Volkszählung 2011 Hindus mit 92,3 Prozent eine große Mehrheit. Muslime (4,6 Prozent), Christen (2,2 Prozent) und Buddhisten (0,5 Prozent) waren kleinere Minderheiten. Bei den Buddhisten handelte es sich größtenteils um Nachfahren tibetischer Flüchtlinge, die in den 1950er- und 1960er-Jahren hier angesiedelt wurden. Die Volkszählung klassifizierte 11,8 Prozent der Distriktbevölkerung als Angehörige der registrierten Stammesbevölkerung (scheduled tribes).

## Städte
| Stadt          | Einwohner (2001) |
| -------------- | ---------------- |
| Chamarajanagar | 60.810           |
| Gundlupet      | 26.368           |
| Kollegal       | 52.450           |
| Yelandur       | 8.583            |